# شيرين ضمرة
شيرين دامرا (ولدت حوالي عام 1987) هي رسامة ومصممة وفنانة وناشطة أمريكية. اشتهرت برسوماتها التوضيحية الداعمة لحركات العدالة الاجتماعية بما في ذلك حركة حياة السود مهمة (بلم) ودعم مجتمع المثليين والمثليات ومزدوجي الميل الجنسي والمتحولين جنسياً والهجرة وحقوق السكان الأصليين وفلسطين. كان لعملها قوة من خلال المشاركة الفيروسية (عبر وسائل التواصل الاجتماعي) وقد لوحظت كشكل جديد من أشكال النشاط.

## الحياة المبكرة والتعليم
ولدت شيرين ضمرة في عام 1987 في شيكاغو لوالدين مسلمين لاجئين فلسطينيين. لقد عرفت الظلم والعنصرية منذ طفولتها.
التحقت دامرا بجامعة دي بول حيث حصلت على درجة البكالوريوس ودرجة الماجستير في علم الاجتماع. في عام 2015 شخصj إصابتها بالسرطان واضطرت إلى أخذ استراحة من عملها الدعائي. في عام 2019 بدأت بنشر الصور على الانستغرام .

## حياة مهنية
كانت صورة جورج فلويد التي رسمها دامرا (2020) بمثابة تكريم وقامت بإنشاؤها باستخدام ألوان ناعمة وتضمنت تمثال نصفي له بعينين مغلقتين ومحاطًا بإكليل من الزهور. انتشرت صورتها لفلويد على نطاق واسع بعد أن نشرتها على موقع إنستغرام وحصدت أكثر من 3.4 مليون إعجاب. عرضت صورة فلويد على واجهة كاتدرائية جريس (2020) في سان فرانسيسكو و رسمتها كجدارية في رالي كارولاينا الشمالية. ومن بين الصور التذكارية الأخرى التي رسمها دامرا تضامنًا مع حركة حياة السود مهمة بريونا تايلور وأحمد أربيري. جميع صور دامرا كانت عيونها مغلقة وهذا إشارة إلى التأمل الداخلي والأسلوب الموجود في الفن الشرقي. قاموا بتكليف دامرا من قبل فرع جورجيا التابع للرابطة الوطنية للنهوض بالملونين لرسم صورة أحمد أربيري. بالإضافة إلى ذلك هناك مجتمع من الفنانين الآخرين الذين أنشأوا أعمالًا فيروسية مرتبطة بحركة حياة السود مهمة على وسائل التواصل الاجتماعي في عام 2020 بما في ذلك نيكولا سميث وستورمي نيسبيت وداني كوك وروبن هيلكي وميريام موسكيدا.
في عام 2021 صممت شركة الاستشارات التصميمية مادة غير محدودة ودامرا جدارية مجتمعية في الدائرة الرابعة بواشنطن العاصمة احتفالًا بـ "يوم المرونة للمهاجرين".
قاموا بتضمين عملها في المعرض الفني المتنقل "سوف ترثون الأرض ووجوه الإلهية".

## نقد
لقد تعرض عمل دامرا للنقد والرفض لكونه أدائيًا ويركز بشكل مفرط على الجماليات. يزعم البعض أن منصات التواصل الاجتماعي مثل إنستغرام قد غيرت طريقة تعامل الناس مع النشاط وأوجدت نقصًا في الاتساق في الاحتجاج.